# Млинчеки
Млинчеки (слч. Mlynčeky) насељено је мјесто са административним статусом сеоске општине (слч. obec) у округу Кежмарок, у Прешовском крају, Словачка Република.

## Становништво
| Година:    | 1994. | 2004.    | 2014.   | 2024.   |
| ---------- | ----- | -------- | ------- | ------- |
| Број људи: | 535   | 620      | 657     | 710     |
| Разлика:   |       | +15,88 % | +5,96 % | +8,06 % |

| Година:    | 2023. | 2024.   |
| ---------- | ----- | ------- |
| Број људи: | 706   | 710     |
| Разлика:   |       | +0,56 % |

Према подацима о броју становника из 2011. године насеље је имало 652 становника.